# Carnets de campagne
Carnets de campagne est une émission radiophonique de quinze minutes diffusée sur France Inter à 12 h 30, juste avant le jeu des mille euros, du lundi au vendredi, présentée quotidiennement par Philippe Bertrand, puis, à partir du 29 août 2022, par Dorothée Barba.

## Concept
L'émission se veut d'abord un écho du monde rural en donnant la parole à ceux qui l'animent et le font vivre, en relayant « les initiatives locales dans l'univers culturel, social et dans l'économie solidaire ».
Les Carnets de campagne sont diffusés du lundi au vendredi de 12 h 30 à 12 h 45, entre La Bande originale de Nagui et Leïla Kaddour-Boudadi et le Jeu des 1000 euros de Nicolas Stoufflet, qu'il introduit en s'intéressant au territoire où se déroule le jeu[source secondaire souhaitée].
Le titre de l'émission, née à peu près au même moment que la campagne présidentielle française de 2007, fonctionne comme une référence en clin d'œil[Interprétation personnelle ?].

## Équipe
- Producteur : Philippe Bertrand, puis Dorothée Barba

La journaliste Dorothée Barba reprend la présentation de l'émission en septembre 2022 à la place de Philippe Bertrand qui a quitté la station de radio, pour une « retraite bourguignonne » au début de l'été. La nouvelle animatrice, ancienne présentatrice de Barbatruc sur la même station considère cette émission comme un véritable « patrimoine radiophonique » et lui apportera une « patte féministe ».

## Contributeurs
Le Labo de l’ESS, un think tank français travaillant sur l'économie sociale et solidaire contribue régulièrement dans cette émission en permettant la présentation d'associations œuvrant dans le domaine de l'économie sociale et solidaire.

## Publication
Cette section est promotionnelle ou publicitaire (février 2024). Considérez son contenu avec précaution et/ou discutez-en.
Dans la continuité de son émission, le journaliste et présentateur (mais aussi, producteur) Philippe Bertrand, a publié un livre en 2009, dénommé Ceux qui font bouger la France. Carnets de campagne, dans lequel il évoque la transformation des régions à travers plus de deux initiatives d’actions sociales, culturelles et économiques, notamment dans le domaine rural[source secondaire souhaitée].
Pour conclure ses 16 années à l'antenne, Philippe Bertrand a rédigé le Guide Tao Carnets de campagne  (ISBN 978-2-35908-166-4), publié en juin 2022 aux éditions Viatao et France Inter. Dans cet ouvrage, Philippe Bertrand propose une sélection de 700 initiatives citoyennes, positives, locales et engagées présentées dans l’émission, il y retrace également son aventure à France Inter, de la genèse de l'émission jusqu'à ses dernières années [source secondaire souhaitée].

## Critiques
Selon l'hebdomadaire Télérama, l'émission est présenté comme « anti-Pernault » en se confinant dans une ligne plus solidaire et jugée moins racoleuse.  La journaliste Joséphine Lebard précise dans cet hebdomadaire que : « l’animateur Philippe Bertrand met au jour ce que la France a de plus inventif et généreux. »